# Pieter Schoen
Pieter Schoen (Athene, 1975) is een Nederlands ondernemer, investeerder en televisiepersoonlijkheid. Schoen is vooral bekend als een van de twee oprichters van de Nederlandse Energie Maatschappij en zijn rol als panellid in de Nederlandse versie van het televisieprogramma Dragons' Den.

## Biografie
Schoen is een nazaat van Pieter Schoen Simonszoon, die in 1722 verfmolen De Gekroonde Schoen bouwde, wat door volgende generaties werd uitgebouwd tot een succesvol familiebedrijf onder de naam Pieter Schoen Zaandam, toen het in 1969 werd overgenomen door het Belgische olie- en chemieconcern Petrofina, dat het bedrijf in 1972 onderdeel maakte van Sigma Coatings.  
Zijn vader werkte voor Sigma Coatings als expatondernemer in verfcoatings voor Griekse scheepswerven, toen Schoen in 1975 werd geboren in Athene. Na een ongeluk met hete thee, waarvoor hij werd overgebracht naar Brandwondencentrum Beverwijk, keerde het gezin terug naar Nederland en groeit Schoen op in Het Gooi. Hij studeerde tussen 1994 en 1999 bedrijfskunde aan de Erasmus Universiteit in Rotterdam. 

### Ondernemingen
Tijdens zijn studie richtte Schoen samen met studievriend Harald Swinkels uitgeverij Tweesprong op. In 1999 startten de twee een multimedia- en IT-bedrijf. Met CareerFever maakte het duo solliciteren via cd-rom mogelijk. Na twee jaar werd er een bod van 40 miljoen gulden gedaan op het bedrijf, wat werd afgeslagen. In 2002 ging het bedrijf failliet.
In 2005 richtte Schoen samen met Swinkels de Nederlandse Energie Maatschappij (ook bekend als NLE) op. In 2018 werd het bedrijf voor circa 200 miljoen euro verkocht aan Nuts Groep, bekend onder de merknaam Budget Energie en dochteronderneming van investeerder Waterland. Een jaar later stapte Schoen opnieuw in de energiemarkt met het Belgische energieleverancier Mega, waarmee hij in 2021 de Nederlandse markt betrad.
Via de investeringsmaatschappijen VOC Capital Partners (opgericht in 2009) en Shoe Investments (opgericht in 2016) participeert Schoen in tientallen verschillende bedrijven. In 2021 schatte zakenblad Quote het vermogen van Schoen op 175 miljoen euro, waarmee hij op plek 268 in de Quote 500 van dat jaar stond.

### Televisiewerk
In 2020 en 2021 was Schoen te zien als panellid in het televisieprogramma Dragons’ Den, uitgezonden door WNL. Vanaf het voorjaar van 2022 verhuisde het programma naar Viaplay, met Schoen wederom als panellid.. In 2024 figureerde Schoen in de film Opa Cor.

## Privéleven
Schoen is getrouwd en heeft zes kinderen, waarvan vier uit een eerdere relatie.